# Stratopedarches
Stratopedarchēs (starogrško στρᾰτοπεδ-άρχης, dob. 'poveljnik, gospodar tabora') je bil od 1. stoletja  pr. n. št. grški naziv visokega vojaškega poveljnika. V Bizantinskem cesarstvu se je pretvoril v uradniški naziv in nazadnje v častni naslov.

## Zgodovina
Izraz stratopedarh se je prvič pojavil v poznem 1. stoletju pr. n. št. na helenističnem Bližnjem vzhodu. Njegov nastanek ni jasen. Na nekaterih napisih se je uporabljal kot prevod za takratni rimski legionarski položaj praefectus castrorum – prefekt tabora. Od 1. stoletja n. št. se je uporabljal,  čeprav redko, v širšem smislu za generale, se pravi kot sopomenka za nekdanjega  stratega. V Svetem pismu   (Apostolska dela 28:16) se uporablja za pretorijanskega prefekta, se pravi poveljnika tabora in garnizije pretorijanske garde v Rimu, zgodovinar Evzebij pa piše o »stratopredarhu, ki ga Rimljeni imenujejo dux«.
V srednjem bizantinskem obdobju (9.-12. stoletje) se je pojavil naziv stratopedon, ki se je nanašal bolj  na vojsko na pohodu kot na vojaški tabor, naziv  stratopedarchēs pa se je začel uporabljati za  vrhovnega poveljnika.  Izraz je dobil tehnični pomen leta 967, ko je cesar  Nikefor II. Fokas (vladal 963-969) za stratopedarha imenoval evnuha Petra preden ga je poslal z vojsko v Kilikijo.  Oikominidisov Taktikon, ki je bil napisan nekaj let kasneje, kaže na obstoj dveh stratopedarhov: enega za Vzhod (Anatolija) in enega za Zahod (Balkan). Z vzporejanjem dveh stratopedarhov z dvema  domestikoma šol je Oikominidisa pripeljal do sklepa, da je bilo mesto stratopedarha uvedeno kot zamenjava za mesto domestika, ki jo bilo razervirano za evnuhe. V 11. in 12. stoletju za tako ureditev ni več dokazov. Stratopedarh je postal eden od uradnih naslovov  vrhovnih poveljnikov bizantinske armade, kar je razvidno s številnih pečatov.
Okoli leta 1255 je cesar Teodor II. Laskaris (vladal 1254-1258) za svojega glavnega ministra in zaupnika  Jurija Muzalona uvedel naslov  megas stratopedarchēs  (veliki poveljnik tabora). Psevdo-Kodinova Knjiga uradnikov, napisana sredi 14. stoletja, uvršča megas stratopedarchēsa na sedmo mesto za cesarjem in med  prōtostratōrja in megas primmikēriosa. Kodin trdi, da je bil zadolžen za oskrbovanje armade  in imel štiri podrejene stratopedarhe: monokaballoi (μονοκάβαλλοι, konjenik) za konjenico,  tzangratores (τζαγγράτορες, samostrelec), tzakōnes (Tzakones) za Cakone, palačno stražo, prvotno sestavljeno iz mornariških pešakov, in  mourtatoi (μουρτάτοι), ki jih Kodin opisuje kot palačno stražo, vendar njihova vloga ni jasna. V obdobju Paleologov je bil naslov [megas] stratopedarchēs kjub temu najverjetneje zgolj dvorni naslov, ki ni bil nujno pomenil vojaškega poveljnika.